# Умайта (Амазонас)
Умайта (порт. Humaitá) — муниципалитет в Бразилии, входит в штат Амазонас. Составная часть мезорегиона Юг штата Амазонас. Входит в экономико-статистический микрорегион Мадейра. Население составляет 44 227 человек. Занимает площадь 33 121,56 км². Плотность населения — 1,34 чел./км².
Праздник города — 15 мая].

## История
Город основан в 1869 году.

## Границы
Муниципалитет граничит:
- на севере и на востоке —  муниципалитет Маникоре
- на юге —  штат Рондония
- на западе —  муниципалитет Канутама
- на северо-западе —  муниципалитет Тапауа

## Демография
Согласно сведениям, собранным в ходе переписи 2010 г. Национальным институтом географии и статистики (IBGE), население муниципалитета составляет:
| Полное население                               | Полное население                               | Полное население                               | Полное население                               | 44 227 |
| ---------------------------------------------- | ---------------------------------------------- | ---------------------------------------------- | ---------------------------------------------- | ------ |
| в том числе:                                   | Городское население                            | 30 501                                         | Процент городского населения, %                | 68,96  |
|                                                | Сельское население                             | 13 726                                         | Процент сельского населения, %                 | 31,04  |
|                                                | Мужское население                              | 23 204                                         | Процент мужского населения, %                  | 52,47  |
|                                                | Женское население                              | 21 023                                         | Процент женского населения, %                  | 47,53  |
| Плотность населения, чел/км²                   | Плотность населения, чел/км²                   | Плотность населения, чел/км²                   | Плотность населения, чел/км²                   | 1,34   |
| Население муниципалитета в % к населению штата | Население муниципалитета в % к населению штата | Население муниципалитета в % к населению штата | Население муниципалитета в % к населению штата | 1,27   |

По данным оценки 2015 года, население муниципалитета составляет 51 302 жителя.

## Статистика
- Валовой внутренний продукт на 2004 год составляет 99 839 000 реалов (данные: Бразильский институт географии и статистики).
- Валовой внутренний продукт на душу населения на 2004 год составляет 3332 реала (данные: Бразильский институт географии и статистики).
- Индекс развития человеческого потенциала на 2005 год составляет 0,678 (данные: Программа развития ООН).

## География
Климат местности: экваториальный.

## Важнейшие населенные пункты
| № | Населённый пункт        | Населённый пункт (порт.) | Категория         | Население чел. (2010) | На карте                       |
| - | ----------------------- | ------------------------ | ----------------- | --------------------- | ------------------------------ |
| 1 | Умайта                  | Humaitá                  | город             | 30 501                | 7°30′32″ ю. ш. 63°01′40″ з. д. |
| 2 | Аушилиадора             | Auxiliadora              | поселок           | 579                   | 6°14′59″ ю. ш. 61°50′17″ з. д. |
| 3 | Теньярин-Трансамазоника | Tenharim-Transamazonica  | индейская деревня | 129                   | 7°57′29″ ю. ш. 62°03′07″ з. д. |